# Królowe Dzikiego Zachodu
Królowe Dzikiego Zachodu (fr. Les pétroleuses) – francuski western komediowy z 1971 w reżyserii Christiana-Jaque’a. Główne role zagrały: Claudia Cardinale i Brigitte Bardot.
Zdjęcia do filmu kręcono w Colmenar Viejo (region Madrytu) oraz w Cascajares de la Sierra (prowincja Burgos).

## Zarys fabuły
Terytorium Nowego Meksyku, rok 1880. W okolicach francuskojęzycznego miasteczka Bougival Junction działa banda niejakiego Frenchie Kinga. W rzeczywistości pod pseudonimem tym ukrywa się piękna Louise, która wraz z czterema siostrami: Mżawką, Caroline, Elisabeth i Virginie dokonuje zuchwałych napadów rabunkowych. Pewnego dnia w jej ręce wpada prawo własności pewnego rancza na którego terenie znajdują się, jak się okaże złoża ropy naftowej. Chęć przejęcia cennej posiadłości ma też Marie Sarrazin, która nieopodal prowadzi farmę wraz z czterema braćmi: Lukiem, Markiem, Matthieu i Jeanem. Obie panie rozpoczynają zaciętą walkę o przejęcie złóż ropy.

## Obsada
- Claudia Cardinale – Marie Sarrazin
- Brigitte Bardot – Louise („Frenchie King”)
- Michael J. Pollard – szeryf
- Patrick Préjean – Luc
- Georges Beller – Marc
- Oscar Davis – Matthieu
- Riccardo Salvino – Jean
- Patty Shepard – „Mżawka” (Petite-Pluie)
- Teresa Gimpera – Caroline
- France Dougnac – Elisabeth
- Emma Cohen – Virginie
- Henri Czarniak – Doc Miller
- Leroy Haynes – Marquis
- Walerij Inkiżynow – „Plujący Byk”
- Micheline Presle – ciotka Amelia
- Jacques Jouanneau – pan Letellier
- Denise Provence – pani Letellier
- Clément Michu – Charvet
- Cris Huerta